# Kurarua ruficeps
Kurarua ruficeps är en skalbaggsart som beskrevs av Holzschuh 1991. Kurarua ruficeps ingår i släktet Kurarua och familjen långhorningar. Inga underarter finns listade i Catalogue of Life.